# Шлягер (жанр)

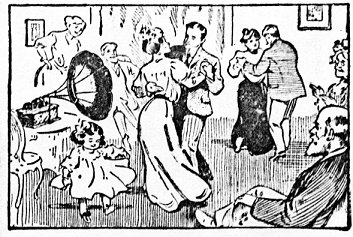
Модні танці під фонограф (1907)

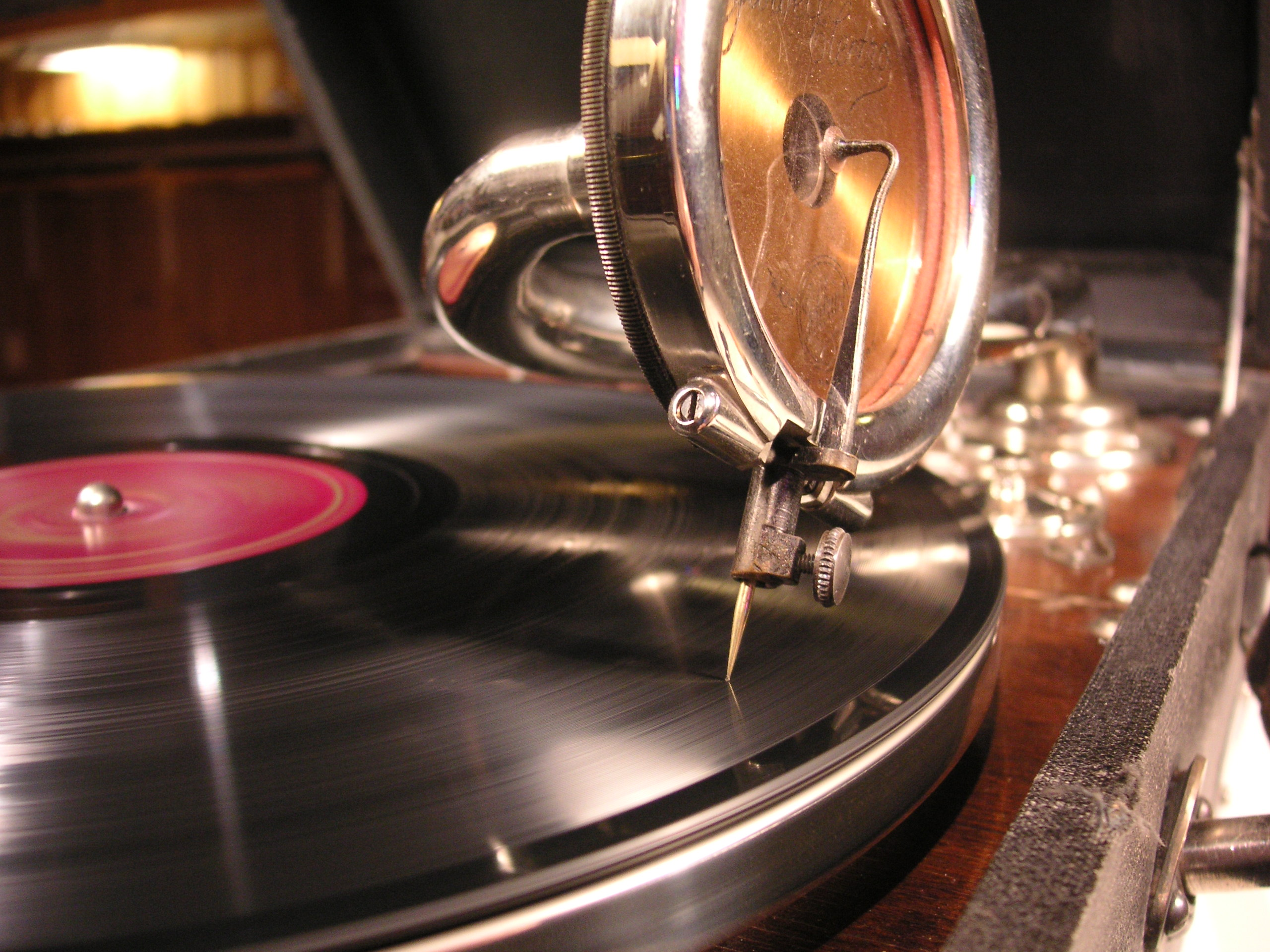
Грамофон дозволив почути шлягер вдома

Шлягер (нім. Schlager — дослівно: бойовик (від нім. Schlag — удар); ходовий товар, гвіздок сезону, синонім пісні-хіта) — популярна на якийсь період часу, модна пісня із мелодією, яка запам'ятовується (зазвичай естрадною), а також сингл або взагалі будь-який твір різних жанрів, що має особливу популярність.
Німецьке слово Schlager було запозичено низкою інших мов (українська, угорська, російська, іврит, румунська), де використовувалося для позначення музичного хіта. Даний музичний стиль був завсідником заснованого у 1956 році пісенного конкурсу «Євробачення», де довгий час був популярний, хоча він поступово витісняється іншими стилями поп-музики. Шлягер є стилем популярної або електронної музики, поширеним на території Центральної, Північної і Південно-Східної Європи (зокрема в Німеччині, Австрії, Голландії, Фландрії, республіці Північна Македонія, Словенії, Сербії, Хорватії, Швейцарії, Туреччини, Скандинавії та у Балтійських країнах). У меншій мірі шлягер поширився у Франції та Польщі. У Португалії цей музичний напрям адаптувався у музику стилю pimba. Північний варіант шлягера (зокрема, у Фінляндії) запозичив елементи скандинавських і слов'янських народних пісень, лірика яких схильна до меланхолії і елегії.

## Приклади шлягер-артистів
- Енді Борг[en] (Adolf Andreas Meyer)
- Франсін Жорді (Francine Lehmann / Jordi)
- Хайно[en] (Heino)
- Bernhard Brink
- Chris Wolff[de]
- Elisabeth Andreassen
- Естер Офарім[en] (Esther Ofarim / Zaied; aka Е.Зайд)
- Helen Sjöholm[en]
- Хелена Фішер (Helene Fischer)
- Кіккі Даніельссон (Kikki Danielsson)
- Lotta Engberg[sv] (Anna Charlotte Engberg)
- Ліз Ассія (Lys Assia)
- Michael Holm[en]
- Роджер Уіттакер[en] (Roger Whittaker)
- Roland Kaiser[de]
- Рой Блек[ru] (Roy Black)
- Томас Андерс (Thomas Anders)
- Удо Юргенс (Udo Jürgens)
- Анастасія Приходько (Anastasia Prykhodko)
- Manuela[de] (Doris Inge Wegener)
- Тоні Крісті[en] (Anthony Fitzgerald)